# سوما فيسوفيانا
سوما فيسوفيانا، (بالإنجليزية: Somma Vesuviana)‏، هي مدينة و(بلدية) في مقاطعة نابولي، كامبانيا، جنوب إيطاليا.

## السكان
في سنة 1861 بلغ عدد السكان 7٬640 نسمة، وتطور العدد ليصل في سنة 2011 لـ 34٬592 نسمة.
يظهر هذا المخطط البياني تطور النمو السكاني لـ سوما فيسوفيانا